# Pedro Filipe Cunha

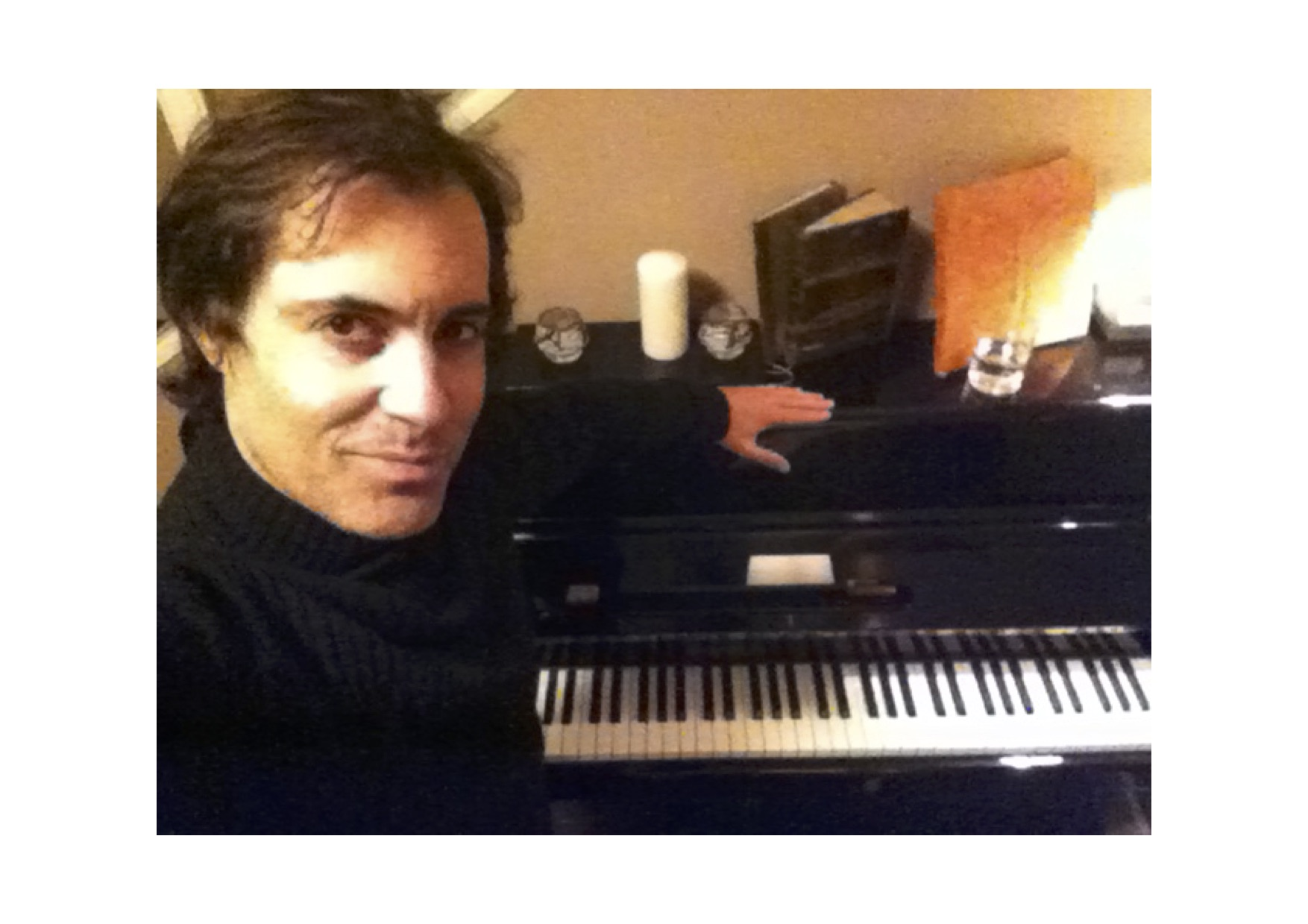

Compositor e pedagogo musical

## Formação musical
Doutorado em Ciências da Educação pela Universidade do Porto, Pedro Filipe Cunha obteve o Grau de Mestre em Estudos da Criança – Especialização em Educação Musical pelo Instituto de Estudos da Criança da Universidade do Minho em 2006. Em 2000 licenciou-se em Música, variante Produção e Tecnologias da Música pela Escola Superior de Música e Artes do Espetáculo do Instituto Politécnico do Porto. Diplomou-se, no mesmo ano, em Formação Musical pelo Conservatório de Música do Porto.
É formador Acreditado pelo Conselho Científico-Pedagógico da Formação Contínua em Pedagogia e Didáticas, Educação Musical, Expressão Musical, Didática da Música e Tecnologias da Música.
Estudou, também, na Alemanha e em Itália, tendo frequentado diversos cursos de pedagogia musical na Pierre-van-Hauwe-Musikschule em Inning-Ammersee e Scuola Popolare di Musica Donna Olimpia em Roma.
Tem realizado uma carreira nacional como divulgador de uma didática musical ativa baseada nos princípios metodológicos de Carl Orff, Jos Wuytack e Pierre van Hauwe, entre outros.
É convidado frequentemente por centros de formação de professores, tendo proferido conferências e orientado vários cursos no país.
É autor de diversos artigos e ensaios sobre a música no jardim de infância e no 1.º CEB.
É compositor e orquestra diversos trabalhos musicais (manuais escolares, bandas sonoras musicais e publicidade).
Tem partilhado comunicações em Congressos relevantes para o ensino com incidência para a sua experiência pedagógico-musical.
Foi professor na Escola Superior de Educação de Bragança e no Instituto Piaget e é atualmente docente na Escola Superior de Educação do Instituto Politécnico de Setúbal..

## Obras literárias
Cunha, Pedro Filipe (2022). Voz, Corpo, Há Som. Edição de autor.

## Obras discográficas
- CUNHA, Pedro Filipe (2003): Fá, Lá, Si. Rantanplan. CD6500005
- CUNHA, Pedro Filipe (2006): Música em Grande... Nos Pequenos!. PFC. PFC00002
- CUNHA, Pedro Filipe (2014): Sim Som. Música enCantada. PFC00002
- SoundP (2020). Taut.

## Prémios
2015
2.º Prémio com a canção “Dia da Criança”, autor do poema José Jorge Letria no 2.º Concurso de Composição de Canções para Crianças sobre Poemas Portugueses - Associação Portuguesa de Educação Musical.
3.º Prémio com a canção “O Gato”, autor do poema Eugénio de Andrade no 2.º Concurso de Composição de Canções para Crianças sobre Poemas Portugueses - Associação Portuguesa de Educação Musical.
2014
3.º Prémio com a canção “O degrau”, autor do poema Nuno Higino no 1.º Concurso de Composição de Canções para Crianças sobre Poemas Portugueses - Associação Portuguesa de Educação Musical.
Menção Honrosa com a canção “Canção da Lua”, autor do poema Nuno Higino no 1.º Concurso de Composição de Canções para Crianças sobre Poemas Portugueses - Associação Portuguesa de Educação Musical.

## Publicações
Cunha, P.F. (2022). - “Promover a Inclusão. E a Música é Condição”. Livro de Atas do Congresso Luso-Brasileiro de Educação Inclusiva. Universidade do Minho.
Cunha, P.F. (2021). “Música Bem Temperada no Jardim de Infância. Ou não. Contributos para uma Expressão Musical Significante”. Iº Congresso OFEI - Futuro da Educação de Infância. ESE Paula Frassinetti. 
Cunha, P.F. (2020). Música bem temperada na escola. Ou não. Ensino Magazine. Agosto 2020. https://www.ensino.eu/ensino-magazine/agosto-2020/opiniao/musicabemtemperadanaescolaounao.aspx. 
Cunha, P.F. (2015). Music Didactics. From Inside to Outside. Revista Diálogos com a Arte - revista de arte, cultura e educação, n.º 5 127-132. Escola Superior de Educação de Viana do Castelo e Universidade do Minho.
Cunha, P. F. (2015). Perguntámos a Pedro Filipe Cunha. APEM News - Março 2015. Associação Portuguesa de Educação Musical.
Cunha, P. F. (2014). Narrativas de Vida na Construção da Profissionalidade de um Educador Musical. Revista Investigar em Educação - II a Série, Número 2, 67-79. Sociedade Portuguesa de Ciências da Educação.
Cunha, P. F. (2014). Formación con Sentido. Narrativas de vida en la construcción de profisionalidad de educadores de música. Revista Tendencias Pedagógicas n.º 24, 241-250. Madrid.
Cunha, P. F. (2013). Formação com SomTido. IV Jornadas de Histórias de Vida em Educação. http://historiasdevida2013.files.wordpress.com/2013/08/pedrofilipecunha.docx.
Cunha, P.F. (2013). 8 Razões Para um Educador (não) Elaborar uma Autobiografia. In Lopes, A., Hernández, F., Sancho, J.M., Rivas, J.I. Histórias de Vida em Educação: a Construção do Conhecimento a partir de Histórias de Vida. Dipòsit Digital. Barcelona: Universitat de Barcelona.
Cunha, P.F. (2013). Música Bem Temperada na Escola. Narrativas de Vida na Construção da Profissionalidade de um Educador Musical. Tese de Doutoramento. Porto: Universidade do Porto. http://repositorio-aberto.up.pt/bitstream/10216/67681/2/80756.pdf
Cunha, P.F. (2012). Música Bem Temperada. Na Formação Inicial. Livro de Atas do VII Congresso Ibero-Americano da Docência Universitária. Universidade do Porto. http://www.fpce.up.pt/ciie/cidu/Comunicacoes/Programa.pdf#
Cunha, P.F. (2011). A Quadratura da Música. In Alfonso Barca Lozano e outros (Org.), Livro de Atas do XI Congreso Internacional Galego-Portugués de Psicopedagoxía (pp.3853-3859). Coruña: Universidade da Coruña.
Cunha, P.F. (2011). Soluções Para Ser Um Mau Professor de Música de Sucesso. Livreto final do Colóquio Internacional “Portugal entre Desassossegos e Desafios”.	Centro	de	Estudos	Sociais.	Universidade	de	Coimbra. http://www.ces.uc.pt/portugal2011/media/abstracts/19_Pedro_Filipe_Cunha.pdf.
Cunha, P.F. (2008). Música com Bytes na criança. In Paula Cristina Martins (Org.), Atas do 1.o Congresso Internacional em Estudos da Criança “Infâncias Possíveis, Mundos Reais” (pp.102-103). Braga: IEC-Universidade do Minho.
Cunha, P.F. (2007). Confissões de Um Músico no Jardim de Infância. Artigo apresentado no Congresso Internacional de Aprendizagem na Educação de Infância. http://cianei.esepf.pt/docs/Programa.pdf
Cunha, P.F. (2006). Tecnologias da Música em Expressão e Educação Musical no 1.o Ciclo do Ensino Básico. Dissertação de Mestrado. IEC-Universidade do Minho. http://repositorium.sdum.uminho.pt/handle/1822/6217
Cunha, P.F. (2005). Música bem Temperada no Jardim de Infância. In Paula Pequito & Ana Cristina Pinheiro (Org.), Atas do 1.o Congresso Internacional de Aprendizagem na Educação de Infância (pp. 387-390). V.N. de Gaia: Gailivro.
‎